# Hermannia (djur)
Hermannia är ett släkte av kvalster. Hermannia ingår i familjen Hermanniidae.

## Dottertaxa tillHermannia, i alfabetisk ordning[1]
- Hermannia africana
- Hermannia angulata
- Hermannia areolata
- Hermannia becki
- Hermannia berlesei
- Hermannia bimaculata
- Hermannia canariensis
- Hermannia clara
- Hermannia clavata
- Hermannia colloffi
- Hermannia comparabilis
- Hermannia convexa
- Hermannia coronata
- Hermannia dentata
- Hermannia dentipes
- Hermannia dinghuensis
- Hermannia doliaris
- Hermannia engelbrechti
- Hermannia eusetosa
- Hermannia evidens
- Hermannia exilis
- Hermannia exobothridialis
- Hermannia exornata
- Hermannia falklandica
- Hermannia foliata
- Hermannia forsteri
- Hermannia foveolata
- Hermannia fungifer
- Hermannia gibba
- Hermannia gigantea
- Hermannia gladiata
- Hermannia gracilis
- Hermannia heterotricha
- Hermannia hokkaidensis
- Hermannia intermedia
- Hermannia javensis
- Hermannia jesti
- Hermannia kanoi
- Hermannia louisiae
- Hermannia macrnychus
- Hermannia mauritii
- Hermannia minuta
- Hermannia modesta
- Hermannia mollis
- Hermannia natalensis
- Hermannia nathanaeli
- Hermannia neonominata
- Hermannia neotricha
- Hermannia neotropica
- Hermannia nodosa
- Hermannia notogastralis
- Hermannia ovulum
- Hermannia pacifica
- Hermannia pauliani
- Hermannia phylliformis
- Hermannia phyllophora
- Hermannia pocsi
- Hermannia polystriata
- Hermannia pseudonodosa
- Hermannia pulchella
- Hermannia pulchra
- Hermannia punctata
- Hermannia quadrirotunda
- Hermannia reticulata
- Hermannia rubra
- Hermannia scabra
- Hermannia schusteri
- Hermannia sculpturata
- Hermannia serrata
- Hermannia setiformis
- Hermannia similis
- Hermannia spathulata
- Hermannia subglabra
- Hermannia tenuiseta
- Hermannia transvaalensis
- Hermannia tremicta
- Hermannia trinebulosa
- Hermannia truncata
- Hermannia tuberculata
- Hermannia woasi